# Nobuhle Majika
Nobuhle Majika (9 de maio de 1991) é uma futebolista zimbabuense que atua como defensora. 

## Carreira
Nobuhle Majika fez parte do elenco da Seleção Zimbabuana de Futebol Feminino, nas Olimpíadas de 2016. 